# Ultra Beatdown
Ultra Beatdown ist das vierte Album der britischen Power-Metal-Band DragonForce.
Es wurde am 20. August 2008 in Japan, am 22. August in Deutschland und am 23. August in Australien veröffentlicht, bevor es am 26. August 2008 weltweit erschienen ist.
Am 4. Juli 2008 wurde die erste Single aus dem Album Heroes Of Our Time auf ihrer MySpace-Seite veröffentlicht. Und am 8. August 2008 wurde das Musikvideo auf ihrer MySpace-Seite veröffentlicht.
Dieses Album beinhaltet den kürzesten Song, den sie aufgenommen haben (ausgenommen Invocation of Apocalyptic Evil, der Eröffnungstrack des Albums Valley Of The Damned, welcher nur 0:14 Min. lang ist): Strike of The Ninja mit einer Länge von 3:17. Zuvor war das kürzeste Lied: „Dawn Over A New World“ vom Album Sonic Firestorm mit einer Länge von 5:13.
Das Musikvideo von der zweiten Single-Auskopplung The Last Journey Home wurde vorab auf dem Xbox-Live-Server am 25. Januar 2009 veröffentlicht, bevor es eine Woche später online veröffentlicht wurde.
Ultra Beatdown war das letzte Studioalbum mit dem Gesang von ZP Theart und ist das erste mit dem Bassisten Frédéric Leclercq.

## Tour
Die Ultra-Beatdown-Tour startete am 25. September 2008 in dem Club „The Zodiac“, Oxford zusammen mit Turisas.
DragonForce plante im Sommer 2009 eine Live-DVD herauszugeben, bislang ist jedoch keine solche erschienen.

## Track-Liste
- 01. Heroes Of Our Time 7:19 Min.
- 02. The Fire Still Burns 7:50
- 03. Reasons To Live 6:26
- 04. Heartbreak Armageddon 7:42
- 05. The Last Journey Home 8:12
- 06. A Flame For Freedom 5:20
- 07. Inside The Winter Storm 8:12
- 08. The Warrior Inside 7:12

Bonustracks:
- 09. Strike Of The Ninja 3:17
- 10. Scars Of Yesterday 7:49

Japanese Edition Bonustracks:
- 09. Strike Of The Ninja 3:17
- 10. Scars Of Yesterday 7:49
- 11. E.P.M. 7:24

Bonus-DVD:
- 01. The Making Of Ultra Beatdown
- 02. The Making Of E-Gen with Herman Li

## Personal
| - ZP Theart – Gesang, Background-Gesang - Herman Li – Gitarre, Background-Gesang, Produktion, Mischen, Technik - Sam Totman – Gitarre, Background-Gesang, Produktion, Mischen - Vadim Pruzhanov – Keyboard, Klavier, Theremin, Kaoss Pad, Background-Gesang - Dave Mackintosh – Schlagzeug, Background-Gesang - Frédéric Leclercq – Bass, Background-Gesang, zusätzlich Rhythmus-Gitarre, und Akustik-Gitarre - Clive Nolan – Background-Gesang - Karl Groom – Mischen, Technik - Mike Jussila – Leitung | - Android Jones – Bildmaterial - Matt Read – Grafik-Design - Frank Strine and DragonForce – Foto-Collage - Paul Harries – Fotos - Steve McTaggart – Management - Josh Kline – Agentur-Darstellung (Nordamerika, mit der Agency Group USA Ltd.) - Paul Bolton – Agentur-Darstellung (Großbritannien, mit Helter Skelter Agency Ltd.) - John Walsh und Bruce Reiter – Tour Management - Penny Ganz – Rechtsbeistand (P Ganz & Co. London) - Mark Howe – Business Management (Entertainment Accounting International Ltd.) - Ron Zeelens – Visa-Papierarbeit (RAZco Visa's, New York) |